# Tarran Mackenzie

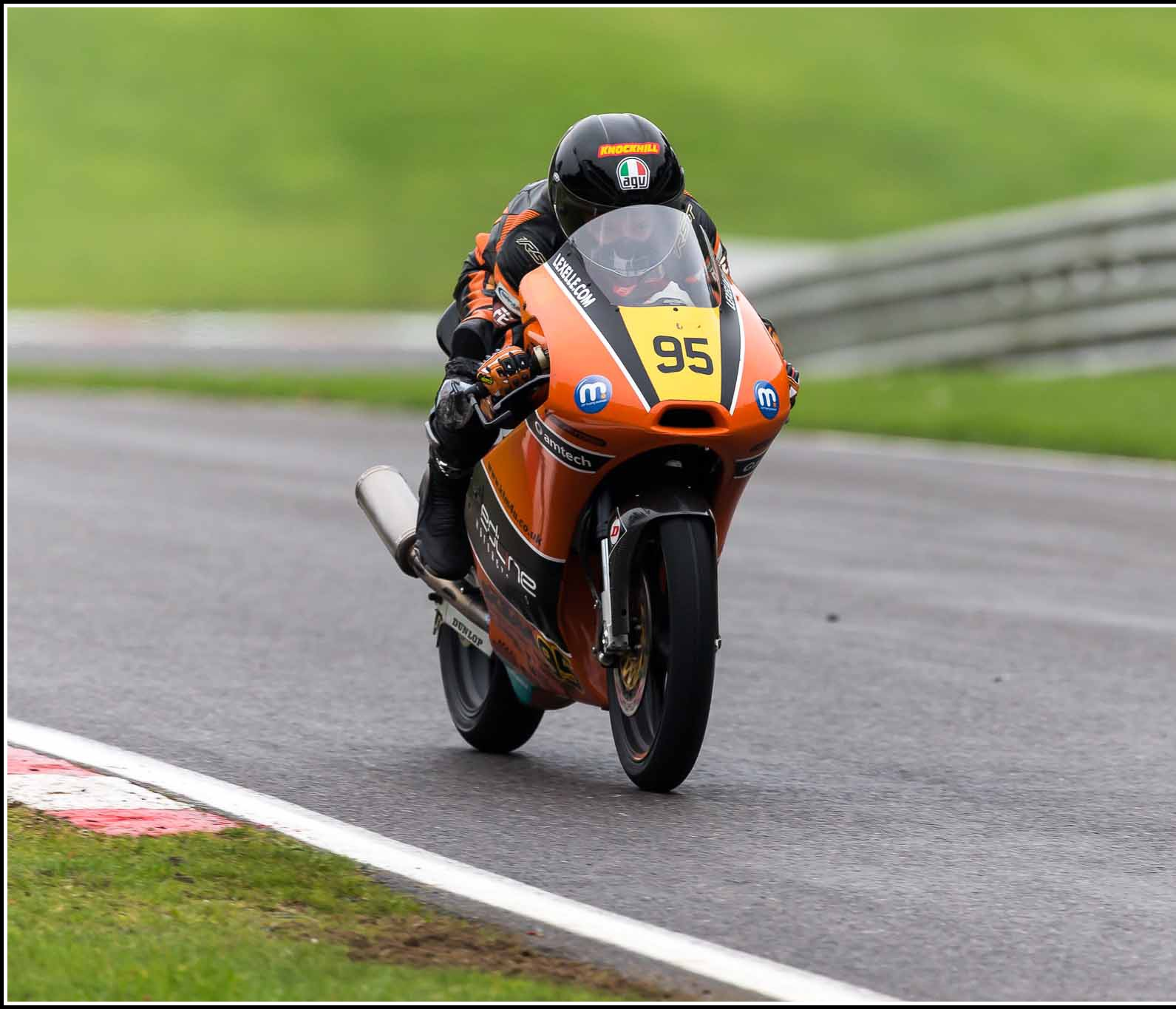
Tarran Mackenzie op Oulton Park in 2013.

Tarran Mackenzie (Stirling, 29 oktober 1995) is een Schots motorcoureur. In 2021 werd hij kampioen in het Brits kampioenschap superbike. Hij is de zoon van Niall Mackenzie en de broer van Taylor Mackenzie, die ook allebei motorcoureurs zijn.

## Carrière
Mackenzie debuteerde in 2010 in het Britse 125 cc-kampioenschap, waarin hij in 2011 dertiende werd. In 2012 behaalde hij twee podiumfinishes in deze klasse en eindigde hij als tiende. Dat jaar kwam hij tevens uit in de FIM MotoGP Rookies Cup. Hij kende een zwaar seizoen, waarin een tiende plaats op het Motorland Aragón zijn beste resultaat was. Met 11 punten eindigde hij op plaats 23 in het klassement. In 2013 won hij twee races in het Britse Moto3-kampioenschap en werd hij achter Joe Francis tweede in de eindstand met 203 punten. In de Rookies Cup waren twee negende plaatsen op Silverstone en Aragón zijn hoogste klasseringen en werd hij met 24 punten twintigste.
In 2014 stapte Mackenzie over naar het Britse Superstock 600-kampioenschap. Met 57 punten werd hij tiende in het klassement. In 2015 bleef hij actief in de klasse en won hij vier races, waardoor hij achter Mason Law en Benjamin Currie derde werd met 177 punten. In 2016 kwam hij voor Kawasaki uit in het Brits kampioenschap Supersport. Hij behaalde vijf overwinningen; drie op Brands Hatch en een op zowel het Knockhill Racing Circuit en het Snetterton Motor Racing Circuit. Met tien andere podiumplaatsen en 363 punten werd hij gekroond tot kampioen in de klasse. In 2017 begon hij het seizoen in dezelfde klasse. Hij won zes races, voordat hij voor de rest van dat seizoen werd opgeroepen om in de Moto2-klasse van het wereldkampioenschap wegrace op een Suter te rijden als vervanger van de vertrokken Danny Kent. Hij behaalde een WK-punt met een vijftiende plaats in Japan en eindigde zo op plaats 37 in het kampioenschap.
In 2018 maakte Mackenzie zijn debuut in het Brits kampioenschap superbike voor Yamaha. Gedurende het seizoen stond hij vier keer op het podium: hij behaalde twee top 3-finishes in Silverstone en een op zowel het TT-Circuit Assen als op Brands Hatch. Met 163 punten werd hij tiende in het klassement. In 2019 behaalde hij zijn eerste pole position in de seizoensopener op Silverstone. In de eerste race van dit weekend kwam hij op het podium terecht, voordat hij in de tweede race zijn eerste zege in de klasse behaalde. Later in het seizoen stond hij nog op het podium op Knockhill en Snetterton en met 566 punten werd hij vijfde in de eindstand. In 2020 won hij races op Silverstone en Donington Park. Op beide circuits behaalde hij nog een podiumplaats en in het laatste weekend op Brands Hatch stond hij tweemaal op het podium. Met 215 punten werd hij opnieuw vijfde in de eindstand.
In 2021 won Mackenzie tien races in het Brits kampioenschap superbike. Hij won viermaal op Brands Hatch, waaronder alle drie de races in het laatste evenement van het seizoen, tweemaal op Snetterton en Donington en eenmaal op Silverstone en Oulton Park. In de rest van het seizoen stond hij nog negen keer op het podium. Met 1202 punten werd hij gekroond tot kampioen in de klasse. In 2022 bleef hij actief in de klasse, maar brak hij een been in de tests voorafgaand aan het seizoen. Hierdoor moest hij de eerste twee weekenden aan zich voorbij laten gaan. Tevens debuteerde hij dat jaar in het wereldkampioenschap superbike voor Yamaha. Hij zou drie weekenden rijden als wildcardcoureur, maar door zijn beenbreuk moest hij het eerste evenement in Assen missen. In Donington reed hij zijn eerste WK superbike-races. Hij werd respectievelijk veertiende en vijftiende in de hoofdraces, terwijl hij in de kwalificatierace uitviel.